# Günter Christoph
Günter Christoph (* 27. März 1933 in Pethau bei Zittau; † 24. Januar 2019 in Zittau) war ein deutscher Politiker (SED) und Neuerer. Er war Mitglied des Staatsrats der DDR.

## Leben
Christoph, Sohn eines Bäckers, erlernte nach der Volksschule ebenfalls das Bäckerhandwerk. Ab 1952 arbeitete er in der metallverarbeitenden Industrie als Bundaufzieher im VEB Federnwerk Zittau. 1958 wurde er Mitglied der SED. Von Mai 1959 bis 1967 gehörte er dem Zentralrat der FDJ an. Von September 1960 bis November 1963 war er Mitglied des Staatsrates.
Er hatte maßgeblichen Anteil an der Einführung der „Mamai-Methode“ in der DDR (später nach ihm „Christoph-Methode“ genannt), die in der Aufschlüsselung des Plans auf Arbeitsplatz und Tag nach dem Vorbild des sowjetischen Neuerers Nikolai Jakowlewitsch Mamai bestand. Alle Arbeitnehmer sollten dafür gewonnen werden, aufgrund des auf den Arbeitsplatz aufgeschlüsselten Planes täglich ihren Plan zu erfüllen bzw. ihn um ein gewisses Quantum überzuerfüllen.

## Auszeichnungen
- zweifacher Aktivist der sozialistischen Arbeit
- Banner der Arbeit

## Darstellung Christophs in der bildenden Kunst der DDR
- Kurt Herbst: Porträt des Genossen Günter Christoph (Öl, um 1962)[2]

## Schriften
- Günter Christoph, Willy Wehner, Erich Seifert: Planaufschlüsselung, Wettbewerb und Neuerermethoden. Verlag Tribüne, Berlin 1960 (= Bibliothek der Neuerer, 2).